# Communauté juive de Sorano
 (août 2025).
 (mars 2025).
La communauté juive de Sorano, aujourd'hui éteinte, était une communauté juive installée à Sorano, en Italie. Elle a été particulièrement florissante entre les XVIe et XIXe siècles.

## Histoire
Les Juifs arrivèrent à Sorano ainsi qu'à Pitigliano dans la seconde moitié du XVIe siècle, à la suite des décrets d'expulsion qui, successivement en 1569 et en 1593, touchèrent les communautés juives des États pontificaux voisins. La communauté juive de Sorano est donc très proche de la communauté juive de Pitigliano, avec laquelle elle va être en contact tout au long de son existence.
Le ghetto semble avoir été établi par les Médicis en 1619 après l'échange des territoires du Comté de Pitigliano et Sorano avec ceux du comté de Monte San Savino entre la famille Orsini et les Médicis.
Sorano conserve encore des traces claires du ghetto juif dans les anciens bâtiments le long de la rue du même nom, où la présence de la synagogue et du « four à pain sans levain » a également été attestée. D'autres signes rappelant la présence de la communauté juive à Sorano sont visibles sur les portes de l'entrée du bâtiment qui abrite l'hôtel Locanda Aldobrandeschi, à côté duquel se trouve encore une ancienne structure qui servait au stockage du grain donné en garantie dans le « prêt de grain ». À l'entrée du ghetto, on peut également voir les traces des gonds sur lesquels tournait la porte, fermant le ghetto au crépuscule et le rouvrant ensuite le lendemain au matin.
Une autre synagogue, aujourd'hui transformée par l'administration municipale en lieu d'expositions et de démonstrations, a été identifiée le long de la Via Selvi et remonte à la période précédant la création du ghetto.
La communauté juive abandonna Sorano au début du XXe siècle. Après la Seconde Guerre mondiale, le ghetto de Sorano commença une phase de dégradation sans précédent, qui atteignit son apogée avec son abandon total au début des années 1990. C'est au cours de cette période que, grâce à une action ciblée de l'administration municipale de l'époque, un renversement de tendance a été initié, qui a également impliqué des opérateurs économiques privés, qui ont procédé à une restauration et un réaménagement minutieux de tous les bâtiments du ghetto, le ramenant à son état actuel.